# Курский, Владимир Михайлович
Владимир Михайлович Курский (18 декабря 1897, Харьков — 8 июля 1937, Москва) — деятель советских органов госбезопасности, один из руководителей НКВД, комиссар государственной безопасности 3-го ранга (с 13 декабря 1936 года). Входил в ближайшее окружение Н. И. Ежова. Организатор фальсифицированных процессов противников режима и массовых репрессий в СССР. По официальной версии, застрелился.

## Биография
Владимир Михайлович Курский родился 18 декабря 1897 года в Харькове, в семье портного. По национальности еврей.
Образование — церковно-приходская школа (1909—1910), затем 2-классное начальное училище (1910—1913). Работал часовщиком.
Во время Первой мировой войны служил в Российской императорской армии, унтер-офицер (1916—1917). В феврале 1917 года уже был активным большевиком, член партии ВКП(б).
В период гражданской войны (1917—1919) находился в Ярославской губернии, где занимал различные ответственные посты — заведующий отделом юстиции Ростовского горисполкома, председатель Ростовского уездного комитета РКП(б).
В 1919—1921 годах вновь на военной службе, был военным комиссаром в Красной Армии — военком полка, военком бригады, нач. полит. отдела Козловского УР (1919—1920), агитатор-организатор инспекции и кавалерии 8-й армии (1920), военком штаба 1-й Образцовой бригады 8-й армии (1920), член реввоентрибунала 2-й Донской дивизии (декабрь 1920 — 1921), член реввоентрибунала войск Донской обл. (1921), член реввоентрибунала 55-й стрелковой дивизии (1921—06.1921). В органах ВЧК-ОГПУ-НКВД с 1921 года, где занимал последовательно должности помощника уполномоченного, уполномоченного, помощника и затем заместителя начальника контрразведывательного отдела ГПУ УССР.
Вместе со своими коллегами по Украине (в той же группе были Е. Г. Евдокимов, Я. М. Вейншток, Н. Г. Николаев-Журид и другие) был переведён на Кавказ, где стал начальником Восточного отдела полномочного представительства ОГПУ по Северо-Кавказскому краю (1926—1929), затем — начальник Особого отдела (контрразведка) ПП (в 1929—1934 годах) и по совместительству (с 1931 года) — начальник Особого отдела Северо-Кавказского военного округа.
В 1928 году был временно исключён из ВКП(б) за причастность к убийству сельского корреспондента в городе Микоян-Шахар (ныне Карачаевск). Однако карьерный рост продолжался — в 1934—1936 годах В. М. Курский заместитель начальника управления НКВД Северо-Кавказского края.
В период с 15 июля и по 28 ноября 1936 года В. М. Курский — начальник УНКВД по Западно-Сибирскому краю.
В ноябре 1936 года был приглашён Н. И. Ежовым в Москву на должность начальника 4-го Секретно-политического отдела ГУГБ НКВД СССР вместо направленного в Белоруссию Г. М. Молчанова. В апреле 1937 года В. М. Курский был назначен заместителем наркома внутренних дел СССР и одновременно в период с апреля и по июнь 1937 года В. М. Курский по совместительству — начальник 1-го отдела Главного управления государственной безопасности НКВД. С 14 июня 1937 года В. М. Курский опять заместитель наркома внутренних дел СССР и одновременно начальник 3-го (контрразведывательного) отдела ГУГБ НКВД СССР и заместитель начальника ГУГБ НКВД СССР. По официальной версии, застрелился. Урна с прахом захоронена в колумбарии  №1 Нового Донского кладбища.

## Награды
- орден Ленина 02.07.1937
- орден Красного Знамени 29.11.1925
- знак «Почетный работник ВЧК—ГПУ (V)» № 470, 1924 год
- знак «Почетный работник ВЧК—ГПУ (XV)» № 562, 4 февраля 1933 года

## Оценка деятельности
В. М. Курский входил в ближайшее окружение Н. И. Ежова и вместе со своим патроном был активным организатором фальсифицированных процессов противников режима и массовых репрессий в СССР.